# Politique spatiale

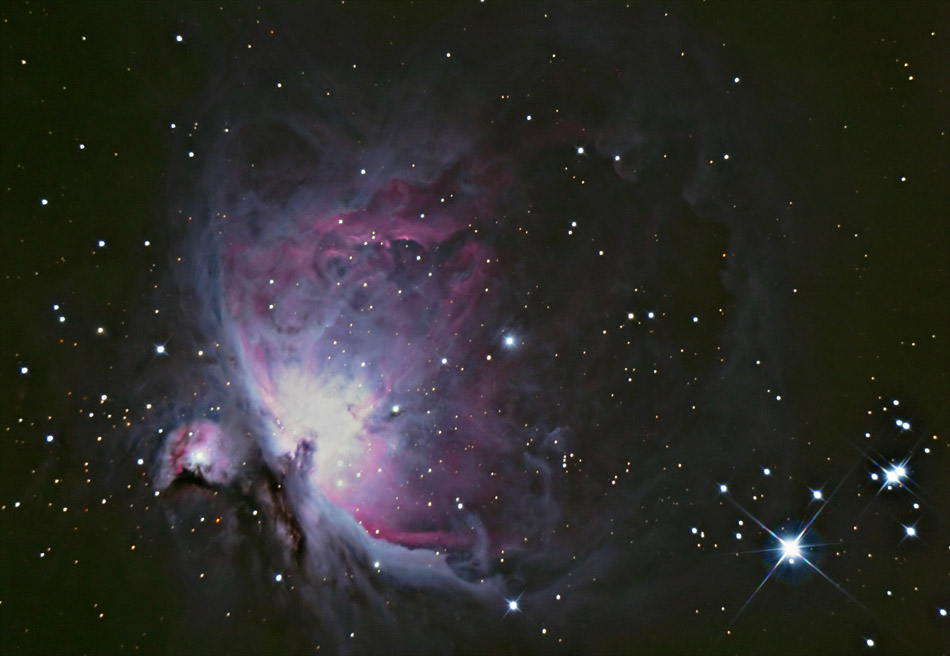
Photo of the Orion Nebula

La politique spatiale d'un État ou d'une organisation nationale ou internationale est le domaine de la politique publique qui concerne les activités spatiales. Elle porte à la fois sur les choix des axes de développement (espace utile, recherche, spatial habité, lanceurs...), la part des fonds publics alloués au spatial et la définition de l'organisation chargée de sa définition et de sa mise en œuvre. La politique spatiale couvre la gestion des programmes spatiaux civils et des programmes militaires. Elle est fortement liée aux choix effectués en matière de recherche scientifique publique, notamment du fait que de nombreux programmes spatiaux sont financés par des fonds alloués à la recherche, ainsi qu'à la politique de défense, avec des applications diverses telles que les satellites de reconnaissance ou les armes anti-satellites. Le politique spatiale inclut enfin également la réglementation comme la démilitarisation de l'espace, la gestion des positions orbitales des satellites de télécommunications commerciaux ou la prévention des déchets spatiaux.

## Politique spatiale européenne
La politique spatiale européenne est basée sur la coopération de trois types d'acteurs : les États membres de l'Union européenne, l'Union européenne et l'Agence spatiale européenne (parfois qualifiés de triangle spatial). Les États membres disposent du pouvoir décisionnel le plus fort puisqu'ils définissent à tous les niveaux la politique spatiale et les financements.